# 肯德尔·威廉斯
肯德尔·威廉斯（英語：Kendell Williams，1995年6月14日—），美国女子田径运动员，2014年世界青年田径锦标赛女子100米栏金牌得主、2022年世界室内田径锦标赛女子五项全能铜牌得主。